# Hans Cohen
Hans Herman Cohen, född 3 februari 1923 i Groningen, död 14 maj 2020 i Bosch en Duin, var en nederländsk mikrobiolog. Han var generaldirektör för Rijksinstituut voor Volksgezondheid en Milieu (RIVM) mellan 1984 och 1986. Som mikrobiolog arbetade Cohen med utveckling av poliovaccin i Nederländerna.

## Biografi

### Tidigt liv och utbildning
Cohen föddes 1923. Hans far var en icke-religiös jude och hans mor var protestant. Hans farbror var historikern David Cohen. När han var barn ville Cohen bli barnläkare. Sedan han hade gått på gymnasiet skrev han in sig vid Groningens universitet för att studera medicin. På grund av sitt judiskt klingande efternamn utvisades han 1941. Cohen, som bara var hälften judisk, undvek ytterligare åtgärder och arbetade som medicinsk analytiker under de följande åren. Direkt efter andra världskrigets slut återupptog han sina studier och blev doktorand 1950. 1953 avlade han sin doktorsexamen.

## Karriär
Cohen började arbeta för Rijksinstituut voor Volksgezondheid, en föregångare till RIVM 1953. Hans största önskan var att börja arbeta fram ett poliovaccin, men han fick avslag eftersom det ännu inte fanns något statligt vaccinationsbeslut. Men under 1950- och 1960-talen arbetade han med utvecklingen av Salk poliovaccin. På 1970-talet grundade Cohen, tillsammans med Jonas Salk och Charles Mérieux, Forum for the Advancement of Immunization Research (FAIR). Han var avgörande för införandet av DPT-vaccinet i Nederländerna. När hiv/aids nyligen hade upptäckts märkte Cohen avvikelser i blodvärdena och stoppade importen av blod till Nederländerna.
Under sin tid som generaldirektör för Rijksinstituut voor Volksgezondheid övervakade han sammanslagningen med två andra institut år 1984, vilket resulterade i bildandet av RIVM. Den 1 januari 1984 utsågs han till generaldirektör för RIVM. Hans mandatperiod slutade 1986. Det holländska ministerrådet nominerade honom därefter till chef för kommissionen för rapport om miljöeffekter. Han innehade denna post i tio år.
Efter ett mindre polioutbrott i Nederländerna 1922 protesterade han mot ett erbjudande om gratis poliovaccin till cirka nio miljoner personer som inte tillhörde riskgrupper, och kallade det ett "slöseri med pengar".
Cohen blev invald i Kungliga Nederländska Vetenskapsakademin (Koninklijke Nederlandse Akademie van Wetenschappen) 1980. 1986 blev han kommendör av Oranien-Nassauorden.

### Död
Cohen dog 2020 av följdverkningar av covid-19 i Bosch en Duin, när han var 97 år gammal. Han led av demens under de tre sista åren av sitt liv.